# EMPAR

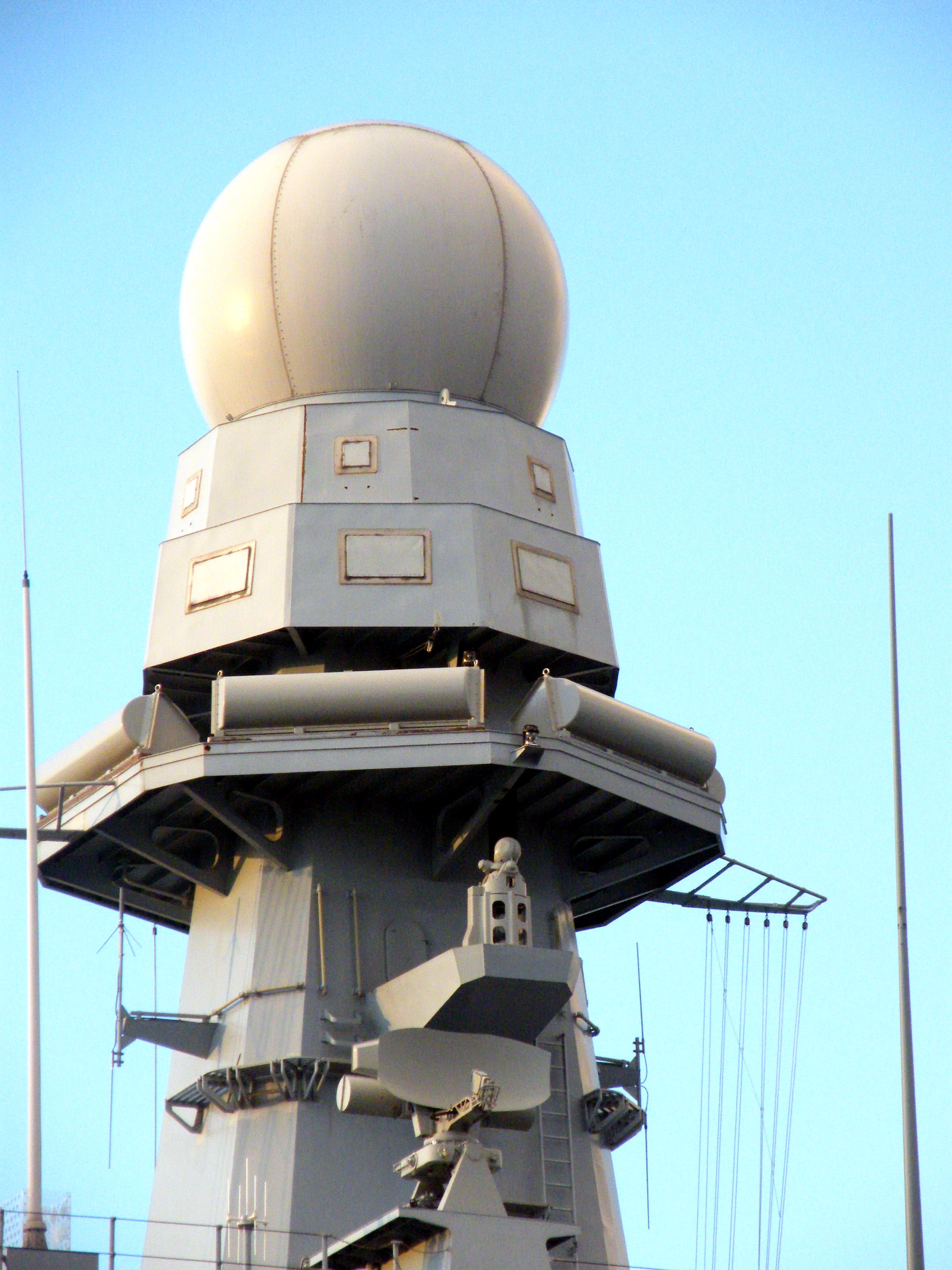
LEMPAR della portaerei italiana Cavour

L'European Multifunction Phased Array Radar (EMPAR), la cui sigla è SPY-790 è un radar navale multifunzione di ultima generazione per navi di tonnellaggio medio-alto che equipaggia le più importanti unità di superficie della Marina Militare costruite nel nuovo millennio, quali le Orizzonte, la portaerei Cavour e le Orizzonte francesi. L'EMPAR può simultaneamente svolgere compiti di sorveglianza aerea a medio raggio e rilevamento tridimensionale, tracciamento di bersagli multipli e guida dei missili antiaerei per l'uplink dei dati.

## Storia
Il radar, costruito dalla società Selex Sistemi Integrati del Gruppo Finmeccanica (dal 2017 Leonardo), è del tipo passivo a singola faccia rotante ed opera in banda C (500 - 1000 MHz) e G (4 - 6 GHz) con una portata fino a 300 mi ed una velocità di rotazione dell'antenna di 60 giri al minuto.
L'antenna, inclinabile di +30° rispetto al supporto, è in grado di generare un fascio elettronico sia in altezza che in direzione, con una scansione elettronica, rispetto alla perpendicolare alla sua superficie, di +/- 45° sul piano orizzontale e di +/- 60° su quello verticale, capace di tracciare simultaneamente fino a 12 bersagli e con una capacità di tracciamento che va fino a 300 tracce.
L'EMPAR è parte integrante del sistema missilistico PAAMS (Principal Anti Air Missile System), nella variante PAAMS (E), in dotazione alla Marina Militare Italiana ed alla Marine Nationale.
L'evoluzione tecnologica dell'EMPAR tra il 2008 e il 2011 è la versione attiva denominata MFRA (Multi Functional Radar Active) a singola faccia rotante, con capacità di sorveglianza aerea a lungo raggio, che sarà impiegata sulle FREMM.
La versione attiva sfrutta moduli TRM (Transmit and Receive Module) attivi in antenna che sostituiscono gli sfasatori presenti nel radar EMPAR passivo. I moduli TRM sono sviluppati e prodotti interamente in Selex Sistemi Integrati.
La nuova tecnologia attiva combinata con l'esperienza di EMPAR ha dato vita a una nuova famiglia di radar denominata KRONOS al quale è seguito nel 2012 anche lo sviluppo di una versione attiva con capacità di sorveglianza aerea a lungo raggio, a 4 facce fisse.